# Митуар, Бенуа-Шарль
Бенуа́-Шарль Митуа́р (фр. Benoît-Charles Mitoire; 4 января 1782, Париж — 29 июня 1832) — русский живописец и литограф французского происхождения, академик живописи Императорской Академии художеств.

## Биография
Правнук известного художника парижского рококо Карла Ванлоо, сын лионского казначейского чиновника, а позже адвоката в Париже. В возрасте 19 лет отец выгнал его из дома и Бенуа-Шарль отправился в Россию. Прибыл в Санкт-Петербург в 1801 году. В 1806 году ему было предоставлено российское подданство, после того, как он женился на русской женщине, «и решил навсегда остаться в России».
С 1801 года работал в России. В 1810-х годах проживал в Запасном дворце и Конюшенном дворе при Ново-Михайловском дворце.
С 1813 года признан Императорской Академией художеств «назначенным в академики». В том же году получил звание академика за портрет профессора-скульптора Феодосия Щедрина (в Музее Академии художеств), «с означением принадлежностей к его художеству».
Автор многих портретов представителей русской знати, государственных деятелей Российской империи и жанровых сцен.

Примеры работ Бенуа-Шарля Митуара
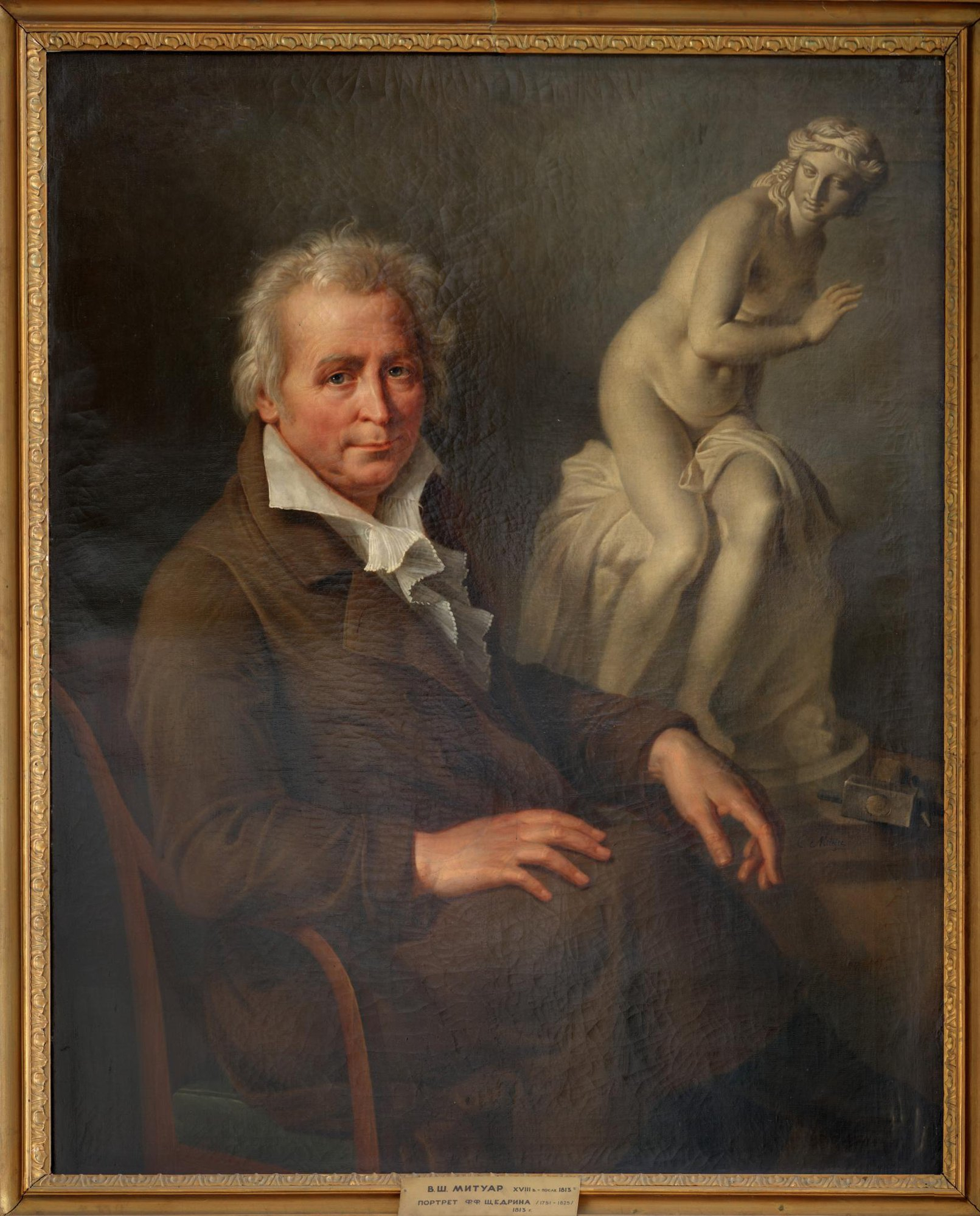
Портрет скульптора Ф. Ф. Щедрина
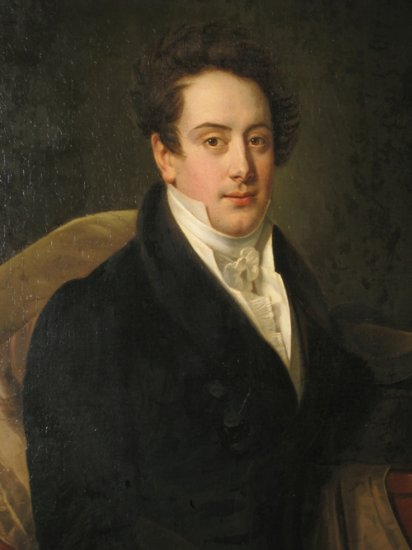
Портрет графа Л. С. Потоцкого
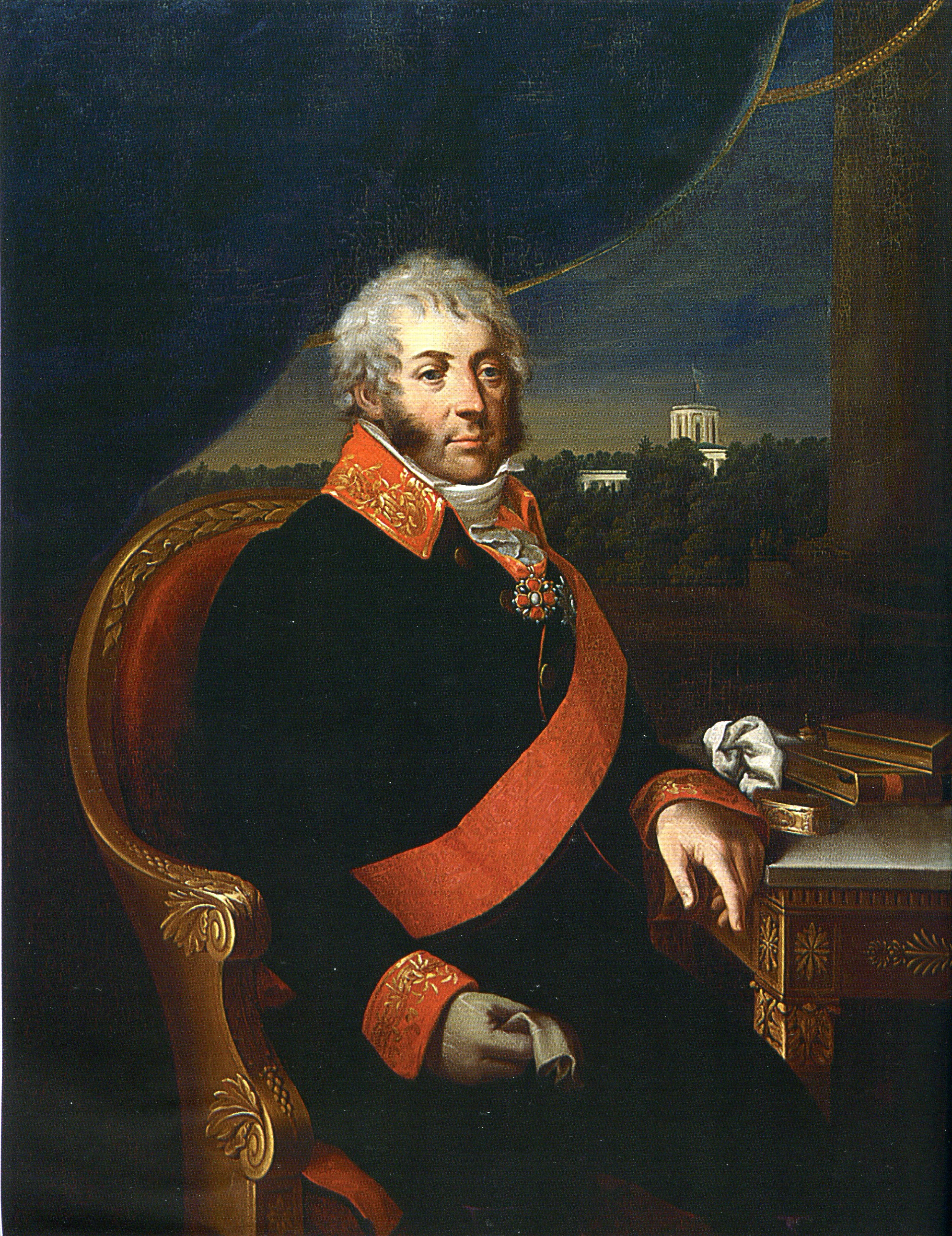
Портрет князя Н. А. Голицына
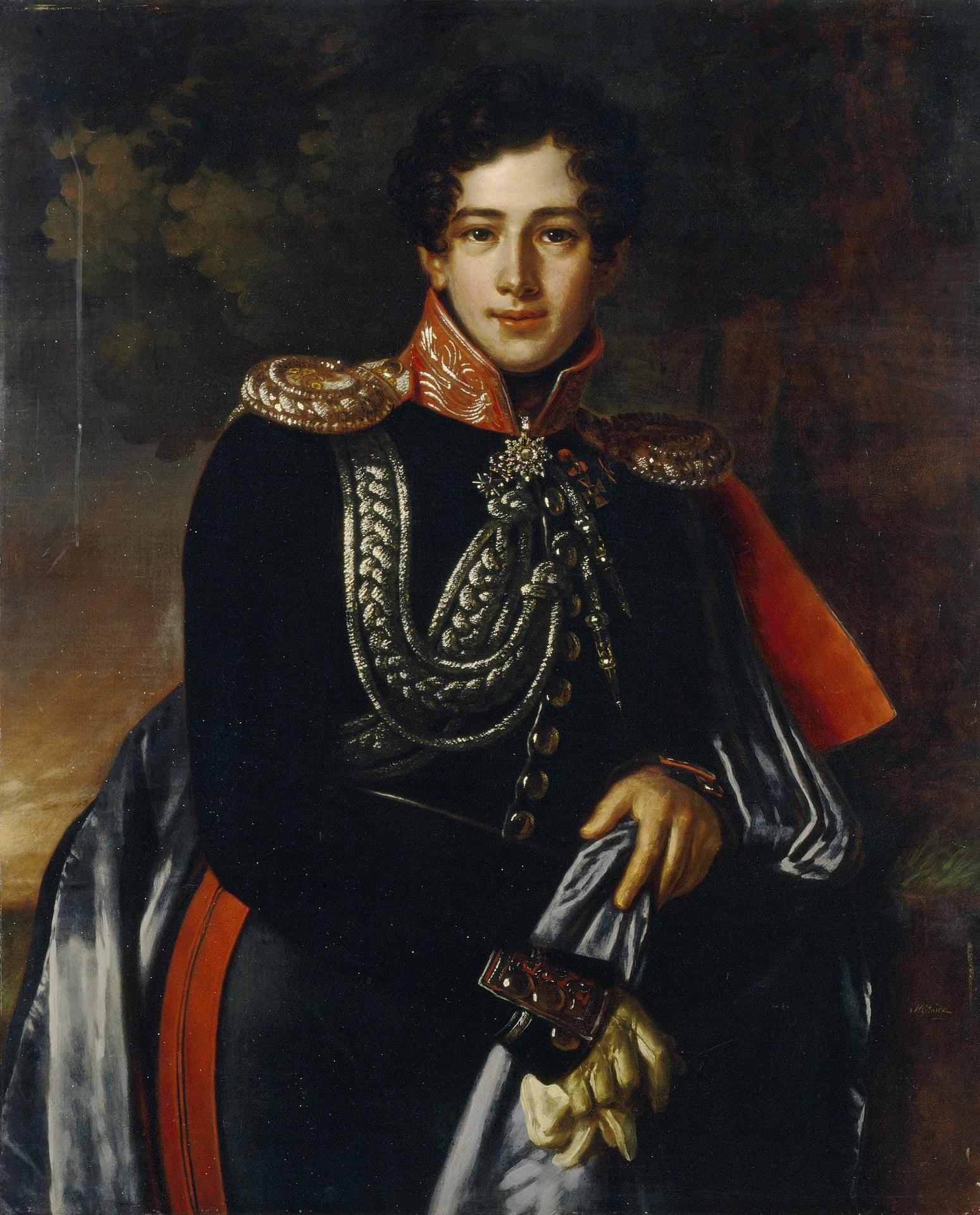
Портрет графа Н. А. Самойлова
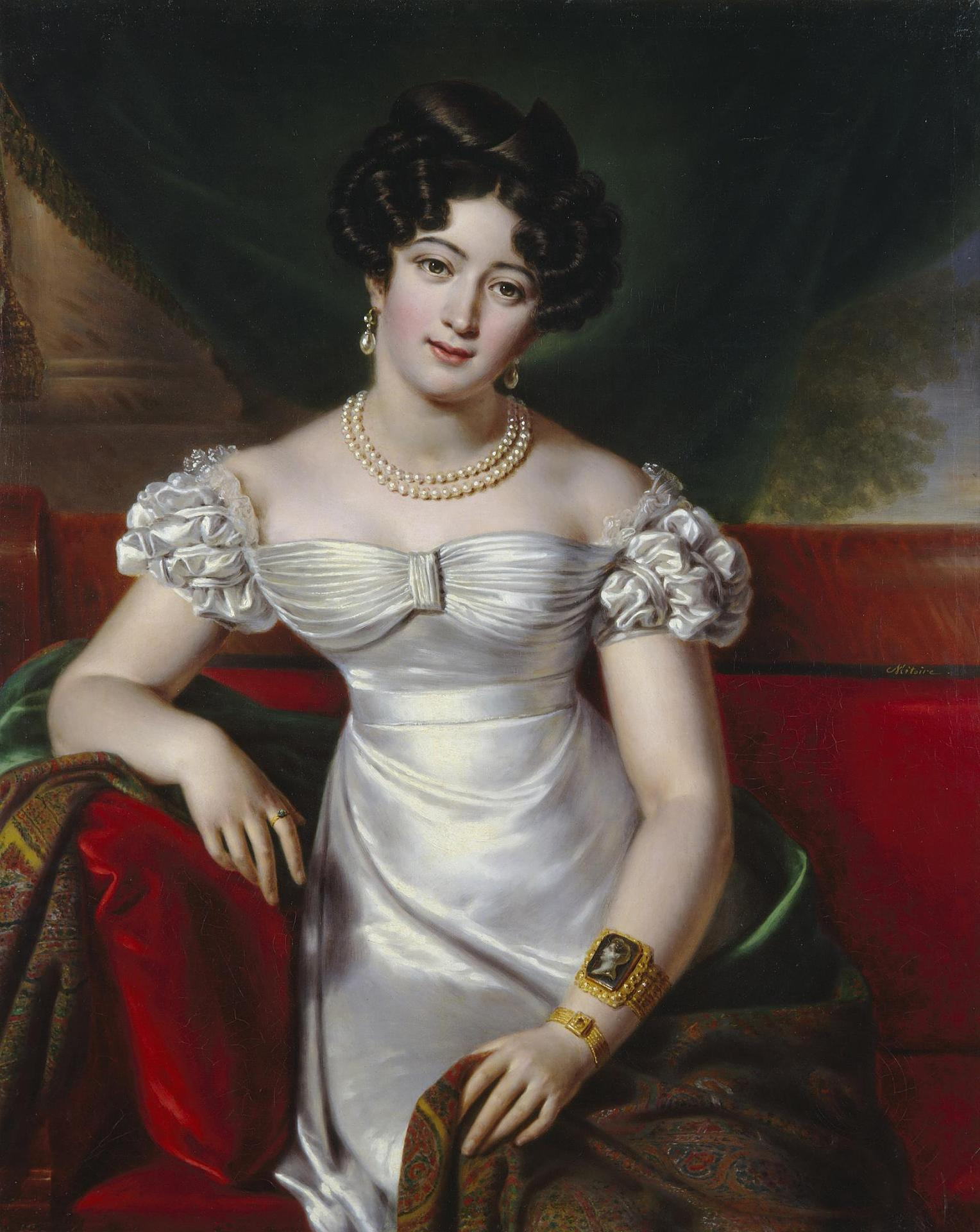
Графиня Ю. П. Самойлова
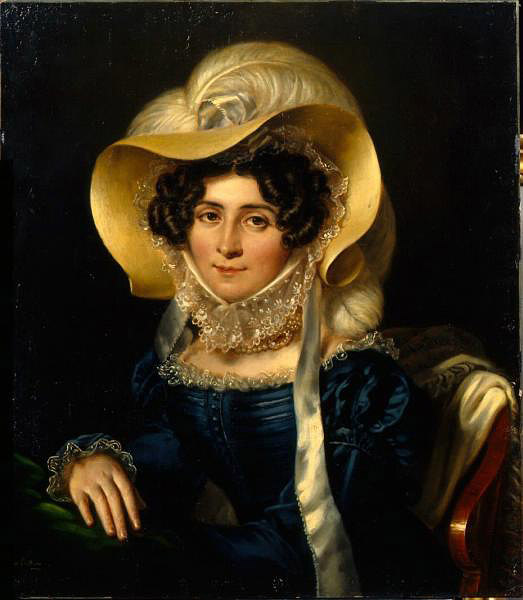
Портрет баронессы Прасковьи Кампенгаузен, урожд. Перич, жены Б. Б. Кампенгаузена
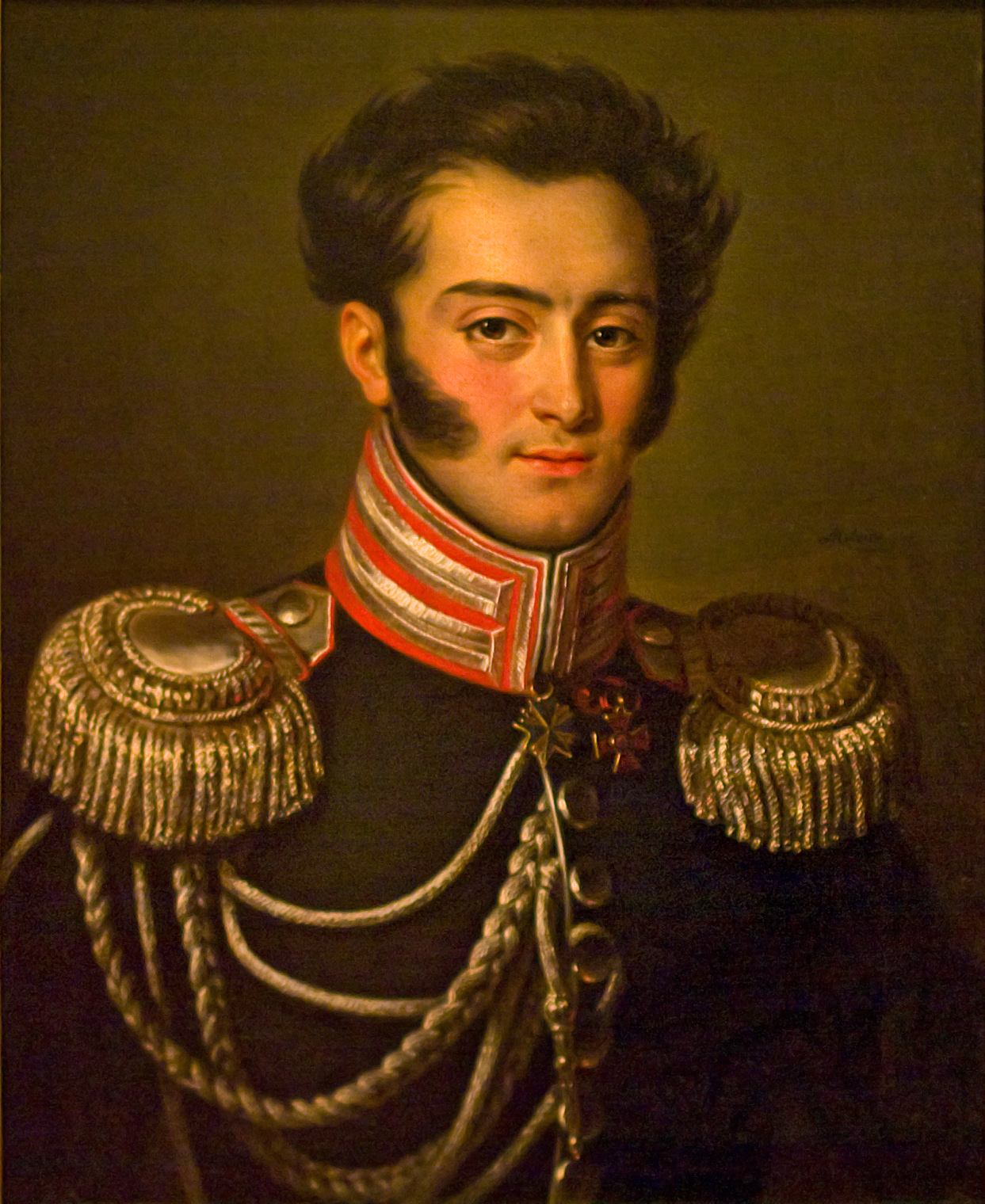
Портрет И. Г. Бибикова в мундире гвардейского адъютанта
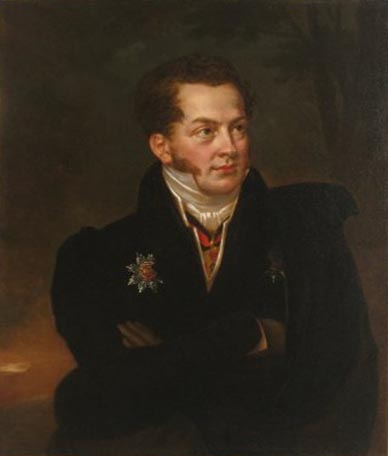
Портрет А. С. Кожухова
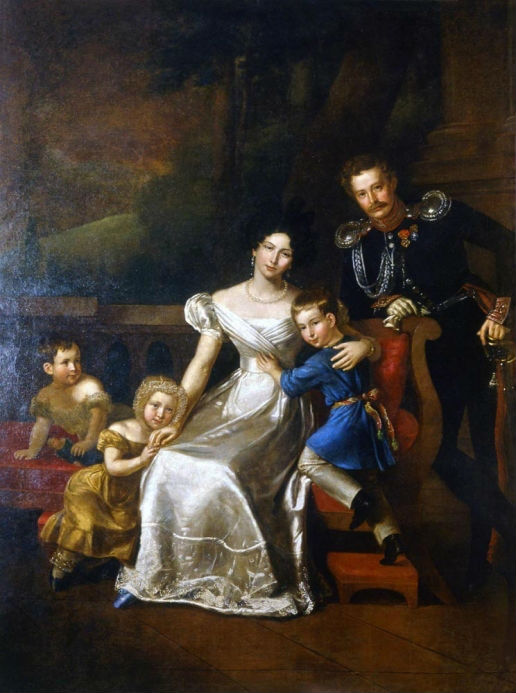
Семейный портрет полковника И. И. Неплюева с женой и детьми